# Josep Soteras
Josep Maria Soteras i Mauri (Barcelona, 1907 - ibídem, 1989) fue un arquitecto y urbanista español.

## Trayectoria
Era hijo del arquitecto Salvador Soteras i Taberner y de Agustina Mauri i Poal. Titulado en 1930, fue arquitecto jefe del Ayuntamiento de Barcelona durante el mandato de José María de Porcioles. Fue director de la Oficina de Urbanismo de Barcelona, para la que redactó el Plan Comarcal de 1953, un intento de integrar la ciudad con los municipios colindantes en vías de satisfacer la fuerte demanda de vivienda en los años de llegada masiva de inmigración, al tiempo que intentaba frenar la especulación inmobiliaria y mejorar el entorno urbano.

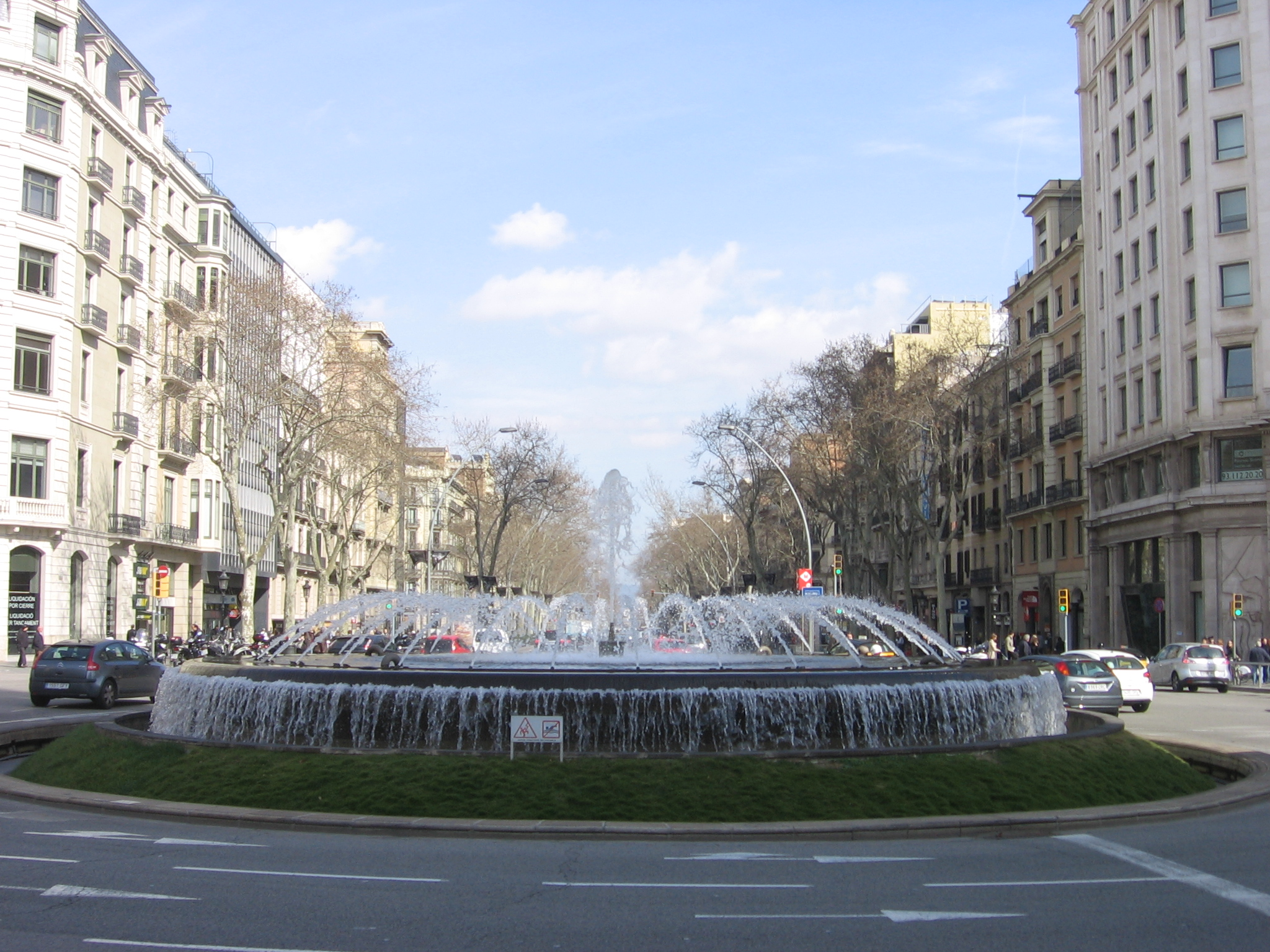
Fuente monumental del paseo de Gracia (1952).

Una de sus primeras obras fue el Monumento a los Caídos, en el Foso de Santa Elena de Montjuïc (1940), realizado junto con Manuel Baldrich, Joaquim de Ros i de Ramis y Manuel de Solà-Morales, y los escultores Miquel y Llucià Oslé. El monumento constaba de tres arcos —el del medio, más alto y ancho—, un altar y un sepulcro coronado por un obelisco con una cruz, además de una lápida donde se encontraba la escultura realizada por los hermanos Oslé, una figura yacente con una corona de laurel a los pies.
Entre 1940 y 1953 construyó, junto con el ingeniero Italo Lauro, la Fábrica Olivetti, en la plaza de las Glorias Catalanas, que comprendía un conjunto de cuerpos con un diseño de muro cortina acristalado, construidos en hormigón con criterios funcionalistas, y situados alrededor de unos patios pensados tanto para el trabajo como para espacios lúdicos. En 1991 fue derribado parcialmente, en las obras para la creación del Centro Comercial Glòries, mientras que el edificio de oficinas acoge actualmente la empresa municipal Barcelona Activa S.A.
En 1952, con motivo del XXXV Congreso Eucarístico Internacional, proyectó junto con Carles Marquès y Antoni Pineda la urbanización de un nuevo barrio conocido como Congrés (1952-1961), que incluía un conjunto de 3 000 viviendas, 300 locales comerciales, una iglesia (parroquia de San Pío X) y diversos servicios. Para el mismo congreso proyectó un altar en la plaza de Pío XII, así como una fuente monumental en el cruce de la Gran Vía de las Cortes Catalanas con el paseo de Gracia, compuesta por una gran taza de 13,5 metros de diámetro, con dieciocho surtidores que envuelven uno central que alcanza los 17 metros de altura, rodeada por un talud de césped que alberga las luces que hacen juego con el agua.
En colaboración con Lorenzo García-Barbón construyó entre 1953 y 1955 el Palacio Municipal de Deportes, con vistas a los II Juegos del Mediterráneo. De estética brutalista, presenta un volumen atunelado con una serie de crujías de arcos parabólicos, con dos grandes pantallas rectangulares a modo de brise-soleil en los testeros.

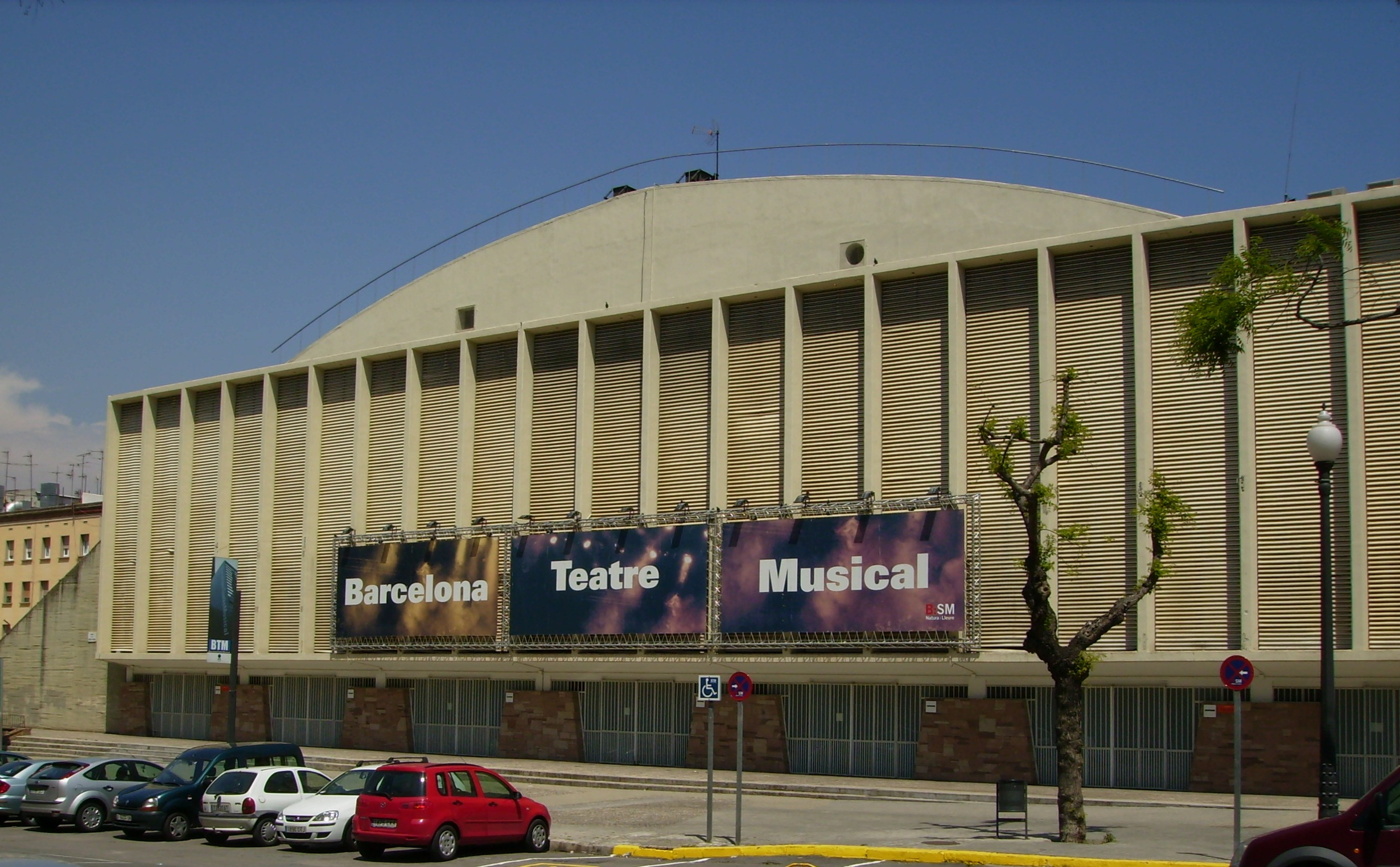
Palacio Municipal de Deportes (1953-1955).

Entre 1954 y 1957 fue el encargado de proyectar, junto con Lorenzo García-Barbón y Francesc Mitjans, el nuevo estadio del Fútbol Club Barcelona, el Camp Nou. Diseñaron una estructura de hormigón armado con capacidad para 90 000 espectadores, con tres graderías superpuestas dispuestas con un trazado de cuatro curvas rebajadas para facilitar la proximidad del espectador al terreno de juego, el cual se sitúa bajo el nivel de la calle para procurar un mejor acceso a los niveles superiores. En 1982 intervino en la ampliación del estadio a los 120 000 espectadores, junto con Francesc Mitjans, Joan Pau Mitjans, Francesc Cavaller y Antoni Bergnes de las Casas.
Con Francesc Mitjans colaboró igualmente en el conjunto de gasolinera, taller de coches y viviendas conocido como manzana Seida, en la avenida de Sarrià 130-152, edificado entre 1955 y 1967. La gasolinera tiene planta trapezoidal, formada por una estructura de hormigón sustentada por dos grandes arcos parabólicos, mientras que el bloque de viviendas presenta varias fachadas de diversa tipología, la principal de superficies acristaladas y una serie de terrazas de trazado horizontal, y la posterior tratada en diversos cuerpos verticales con disposición denticulada.
En 1956 diseñó con Emili Bordoy un proyecto urbanístico de reforma del distrito barcelonés de Ciutat Vella (Plan parcial de Ordenación del Casco Antiguo de Barcelona), reformulado del proyecto de reforma interior de Àngel Baixeras de 1884.
Al año siguiente fue el artífice de la iglesia parroquial de San Bernardo Calbó en el Pueblo Nuevo. Realizada en hormigón y ladrillo visto, era de estilo funcionalista, con un aspecto sobrio y sencillo. Fue inaugurada el 1 de noviembre de ese año por el obispo Gregorio Modrego. En 2017 fue derribada debido a su estado ruinoso, ya que el hormigón se había ido resquebrajando con el tiempo, probablemente a causa de su cercanía al mar.

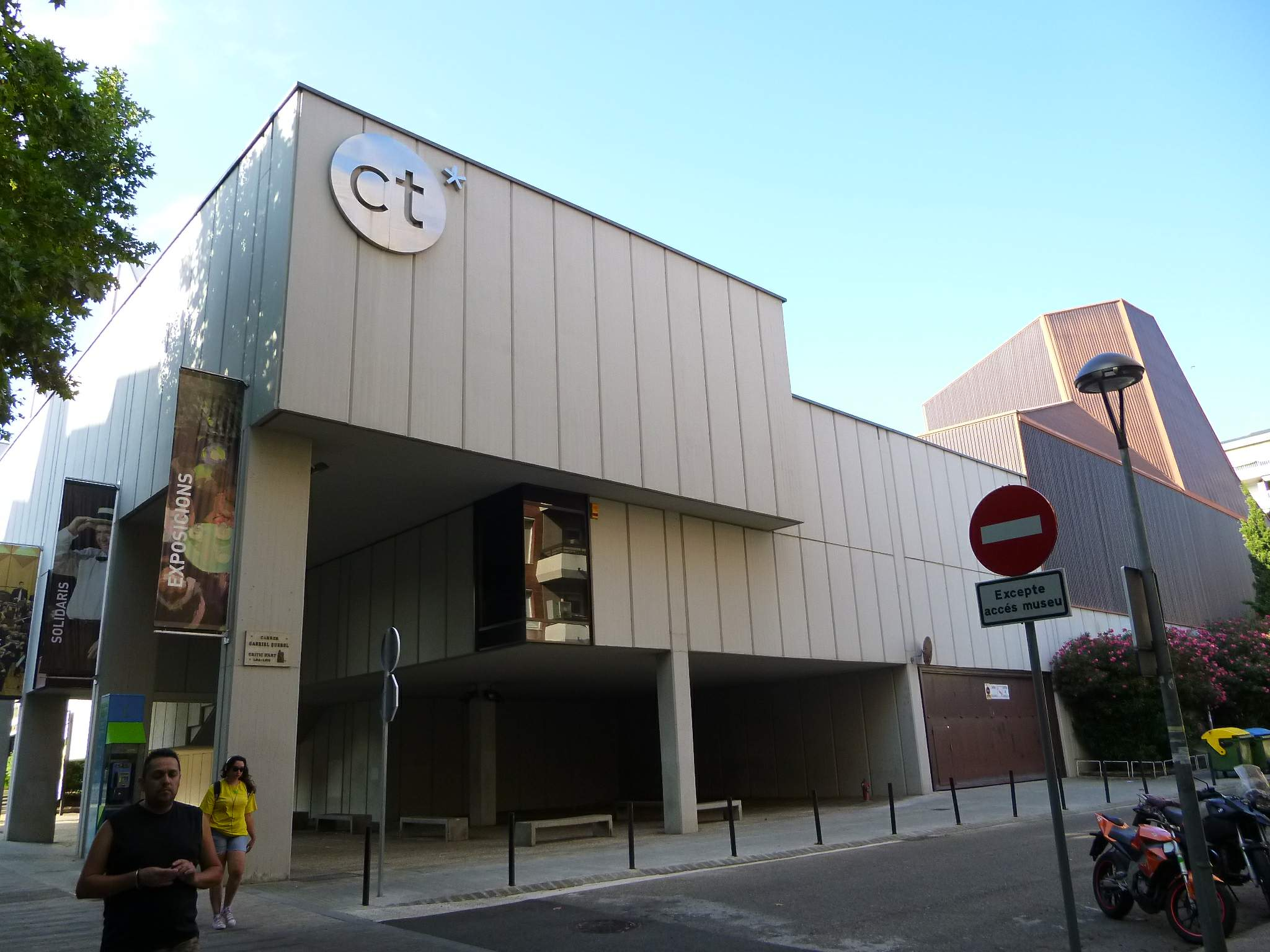
Centro Cultural de la Caixa de Terrassa (1980).

Entre 1957 y 1965 construyó con Manuel Baldrich y Antoni Bonet i Castellana un sector del polígono de viviendas de Montbau —el otro fue realizado por Guillermo Giráldez, Pedro López Íñigo y Xavier Subías—, diseñado en estilo racionalista. Presenta tres supermanzanas, que aglutinan bloques de viviendas con zonas cívicas y comerciales, en conjunción con diversos espacios verdes.
En 1959 construyó en la Zona Franca la fábrica de Lámparas Z —integrada posteriormente en Philips—, un conjunto de cuerpos donde sobresale la nave central de producción y un edificio de oficinas de seis pisos, unidos por un edificio-puente con un pórtico inferior que sirve de aparcamiento.
Entre 1960 y 1964 dirigió las obras del edificio de oficinas Hispano Olivetti en la ronda de la Universidad, proyectado por Lodovico Barbiano di Belgiojoso, Enrico Peressutti y Ernesto Rogers. Destaca por su fachada en muro cortina acristalado con cuerpos volados de forma escalonada hacia la parte central.
Una de sus últimas obras fue el Centro Cultural de la Caixa de Terrassa, en la rambla de Egara de Tarrasa (1980), en colaboración con Francesc Cavaller y Antoni Bergnes de las Casas, formado por diversos cuerpos de hormigón de planta irregular, con cubiertas planas con lucernarios.
Otras obras suyas fueron: el edificio de viviendas de la calle Balmes 371 esquina ronda General Mitre (1935-1941), el edificio de ronda de San Pedro 22 esquina calle Trafalgar (1936), el edificio industrial de la calle Marco Aurelio 31-33 (1947), el edificio de oficinas Luminor (1953-1955), la iglesia de Santa Tecla en la avenida de Madrid (1958), el edificio de viviendas de la calle Escoles Pies 6 (1958), el edificio de oficinas Winterthur —apodado casa de las Cejas— (1965, con Lorenzo García-Barbón) y el Banco de Comercio, en la plaza de Francesc Macià (1966-1973).